# Shaowen (sockenhuvudort i Kina, Heilongjiang Sheng, lat 47,53, long 124,90)
Shaowen (kinesiska: 绍文, 绍文乡) är en sockenhuvudort i Kina. Den ligger i provinsen Heilongjiang, i den nordöstra delen av landet, omkring 240 kilometer nordväst om provinshuvudstaden Harbin. Antalet invånare är 15 359. Befolkningen består av 7 627 kvinnor och 7 732 män. Barn under 15 år utgör 16,0 %, vuxna 15-64 år 76 %, och äldre över 65 år 6,0 %.
Runt Shaowen är det ganska tätbefolkat, med 62 invånare per kvadratkilometer. Närmaste större samhälle är Sanxing, 13,8 km nordost om Shaowen. Trakten runt Shaowen består till största delen av jordbruksmark.
Genomsnittlig årsnederbörd är 728 millimeter. Den regnigaste månaden är juli, med i genomsnitt 217 mm nederbörd, och den torraste är januari, med 6 mm nederbörd.